# Two Wives
Two Wives é uma telenovela filipina exibida pela ABS-CBN entre 13 de outubro de 2014 e 13 de março de 2015, estrelada por Kaye Abad, Jason Abalos e Erich Gonzales. É uma adaptação filipina da série sul-coreana do mesmo nome.

## Elenco

### Elenco principal
- Kaye Abad como Yvonne
- Jason Abalos como Victor Guevarra
- Erich Gonzales como Janine Arguello
- Patrick Garcia como Albert

### Elenco de apoio
- CX Navarro como Marcus Guevarra
- Faye Alhambra como Audrey Gopez
- Isay Alvarez como Elena Aguilluz
- Robert Seña como Jaime Aguilluz
- Tanya Gomez como Sonia Guevarra
- Regine Angeles como Doris Guevarra-Alcancez
- Melai Cantiveros como Carla
- Kitkat como Mimi
- Alex Medina como Marlon Aguilluz
- Vandolph Quizon como Gary Alcancez
- Peter Serrano como Shakira
- Paul Jake Castillo
- Jean Saburit como Daria Alcancez
- Sharmaine Arnaiz como Vida Gopez
- Carla Martinez como Sandy Gopez

### Elenco de convidados
- Daniel Matsunaga como Kenjie Celdran
- Yam Concepcion como Michelle Olasco
- Diane Medina como Phoebe Sales
- John Medina como o amigo de Albert
- Franco Daza
- Jess Mendoza
- Jahren Estorque como Tisoy

### Participação especial
- Dina Bonnevie como Minerva Arguello (no episódio final)